# Werra (fotoaparat)
Werra je bila vrsta fotoaparatov z neposrednim iskalom (tip RF), ki jih je izdelovalo priznano nemško podjetje Zeiss iz Jene v tedanji NDR. V 1950-ih so se iz Rusije začeli vračati nemški optični strokovnjaki, ki so jih po 2. svetovni vojni deportirali v Sovjetsko zvezo. Fotoaparate Werra je podjetje začelo proizvajati v Abbejevi tovarni v Eisfeldu. Abbejeva tovarna je tedaj izdelovala optiko za vojsko in kasneje binokularje. Eno leto po združitvi Nemčij leta 1990 je tovarno prevzelo podjetje Docter Optics, od 1. maja 1997 pa je del skupine Analytik Jena AG. Fotoaparate so imenovali po reki Werra, ki teče blizu tovarne, in jih začeli izdelovati leta 1954. Fotoaparat je bil oblikovno zasnovan v slogu nemške umetniške oblikovalske šole Bauhaus. Čez dve leti so prodali 100.000 aparatov. Najprej so bili aparati olivno zelene barve, od leta 1957 pa črne, ker naj bi prejšnja barva ne ustrezala kupcem.
Navkljub dobri prodaji so serijo Werra prenehali izdelovati leta 1966, ko je podjetje Zeiss leta 1964 prevzel dresdenski VEB Pentacon. Pentaconov direktor Siegfried Böhm je menil, da mora visokospecializirano podjetje, kot je Zeiss, ostati pri svoji glavni dejavnosti - optiki, in prenehati izdelovati preproste fotoaparate z neposrednimi iskali. Tudi druga podjetja v skupini Pentacon so izdelovala takšne aparate, Böhm pa je predvidel, da prihodnost leži v zrcalnorefleksnih fotoaparatih (SLR), kar se je izkazalo za resnično.

## Modeli
Najprej so vgrajevali kupljeni zaklep Vebur 250 ali Synchro Compur 500, nato pa Prestor RVS 750 s hitrostjo 1/750 s, ki ga je posebej razvil Zeiss v odgovor na omejitve uvoza v NDR okoli leta 1958.
Modeli 2 in Werramatic so imeli svetlomer iz selenskih celic. Kasnejši aparati so imeli daljinomer.
Izdelali so tudi posebno Werro za namensko slikanje z mikroskopom (tip EM), ter dvojno Werro za podvojeno stereoskopsko slikanje.
- Werra 1
  - Werra 1 olivna
  - Werra 1 črna
  - Werra 1a
  - Werra 1b
  - Werra 1c
  - Werra 1d (samo zasnova)
  - Werra 1e
- Werra 2
  - Werra 2 olivna
  - Werra 2 črna
  - Werra 2b
  - Werra 2d (samo zasnova)
  - Werra 2e črna
  - Werra 2e olivna
  - Werra 2nd
- Werra 3
  - Werra 3 olivna
  - Werra 3 črna
  - Werra 3c
  - Werra 3E
  - Werra 3rd
- Werra 4 črna
  - Werra 4c
- Werra 5
  - Werra 5 črna
  - Werra 5 olivna
- Werra mat
  - Werra mat E
  - Werra mat e
  - Werra supermat
  - Werramat-Super (Super Werra mat)
- Werra matic
  - Werra matic E
  - Werra matic EM
  - Super Werra matic
- Werra flex (prototip)

### Objektivi
Prva dva modela, 1 in 2, ter model Werramat, so imeli fiksne objektive, naslednji modeli 3, 4, 5 in Werramatic pa so imeli izmenljive. Največ je bilo vgrajenih Zeissovih objektivov vrste Tessar, ki jih je zasnoval nemški fizik in optik Paul Rudolph leta 1902, in patentiral Zeiss. Izvirni model Werre je imel objektiv Novonar T f3,5/50mm (trojček), ki ga je kmalu pri modelih 1c, 2 in Werramat nadomestil Tessar f2,8/50mm. Kasneje so te objektive označevali le s črko T, ker je bila Tessar blagovna znamka podjetja Carl Zeiss iz Wetzlarja v ZRN. Posebej za Werro so izdelali objektiv Cardinar (f4,0/100mm), druge objektive, kot sta Flektogon f2,8/35mm in Tessar f2,8/50mm, pa so vgrajevali tudi v druge aparate.
Fotoaparati Werra sicer niso redki, vendar so med zbiratelji stare fotografske opreme postali kult, in so redni gosti na eBayu. Redki so še posebej objektivi in dodatki. Začetne serijske številke objektivov in leto izdelave podaja razpredelnica:
| leto | #                     |
| ---- | --------------------- |
| 1952 | 3.000.000 (3.470.000) |
| 1955 | 4.000.000             |
| 1958 | 5.000.000             |
| 1961 | 6.000.000             |
| 1964 | 7.000.000             |
| 1967 | 8.000.000             |
| 1970 | 9.000.000             |
| 1975 | 10.000.000            |

## Značilnosti
Največ so izdelali osnovnega modela 1, 281.000 aparatov, skupaj pa vsega 520.500. Werre so bile zelo dobro izdelani, trpežni, estetski in funkcionalni ter minimalistično oblikovani fotoaparati. Časomerilnik se je včasih zatikal, listnati zaklepi pa so imeli manjše hitrosti, kar je bilo značilno za tedanje izvedbe.